# Alanson
Alanson é uma vila localizada no estado americano de Michigan, no Condado de Emmet.

## Demografia
Segundo o censo americano de 2000, a sua população era de 785 habitantes.
Em 2006, foi estimada uma população de 798, um aumento de 13 (1.7%).

## Geografia
De acordo com o United States Census Bureau tem uma área de
2,6 km², dos quais 2,5 km² cobertos por terra e 0,1 km² cobertos por água. Alanson localiza-se a aproximadamente 188 m acima do nível do mar.

## Localidades na vizinhança
O diagrama seguinte representa as localidades num raio de 24 km ao redor de Alanson.